# Bolívar (stacja metra)
Bolívar – stacja metra w Buenos Aires, na linii E. Znajduje się pomiędzy  planowaną stacją Correo Central, a Belgrano. Stacja została otwarta 24 kwietnia 1966.